# Октамино

369 свободных октамино

Октамино с отверстиями

Октамино́ — восьмиклеточные полимино, то есть плоские фигуры, состоящие из восьми равных квадратов, соединённых сторонами. С фигурами октамино, как со всеми полимино, связано много задач занимательной математики.
Если не считать различными фигуры, совпадающие при поворотах и зеркальных отражениях, то различных («свободных») форм октамино насчитывается 369 (см. рисунок). Существует 704 видов «односторонних» октамино (если зеркальные отражения считаются различными фигурами) и 2725 видов «фиксированных» октамино (различными считаются также и повороты).

## Классификация фигур октамино по свойствам симметрии
369 свободных фигур октамино по их свойствам симметрии можно разделить на 8 категорий:
- 316 фигур октамино (на рисунке изображены серым цветом) асимметричны;
- 23 октамино (изображены красным) имеют ось симметрии, параллельную линиям квадратной сетки;
- 5 октамино (изображены зелёным) имеют диагональную ось симметрии;
- 18 октамино (изображены синим) имеют центральную (вращательную) симметрию второго порядка;
- 1 октамино (изображено жёлтым) имеют центральную (вращательную) симметрию четвёртого порядка;
- 4 октамино (изображены фиолетовым) имеют две оси симметрии, параллельных линиям сетки;
- 1 октамино (изображено оранжевым) имеет две диагональных оси симметрии.
- 1 октамино (изображено сине-зелёным) имеет четыре оси симметрии — две параллельных линиям сетки и две диагональных.

Октамино — наименьший порядок полимино, в котором реализуются все восемь возможных типов симметрии. Следующий порядок полимино с этим свойством — додекамино (двенадцатиклеточное полимино).
Если зеркальные отражения фигур считать различными, то первая, четвёртая и пятая категории удваиваются в численности, что даёт дополнительно 335 октамино, то есть в общей сложности 704 односторонних октамино.
Если повороты также рассматривать как различные фигуры, то
- фигуры первой категории могут быть ориентированы восемью различными способами;
- фигуры из категорий со второй по четвёртую — четырьмя;
- фигуры из категорий с пятой по седьмую — двумя;
- единственная фигура из последней категории может быть ориентирована единственным образом.

Это даёт {\displaystyle 316\times 8+(23+5+18)\times 4+(1+4+1)\times 2+1=2725} фиксированных октамино.

## Составление фигур из октамино

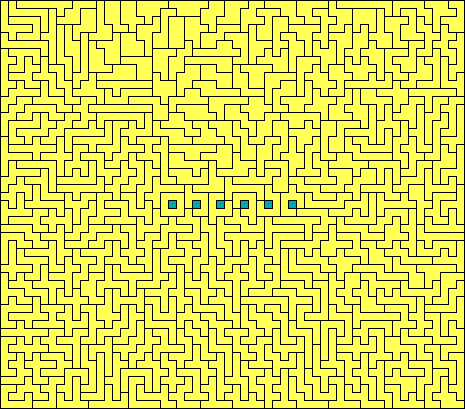
Укладка октамино в прямоугольник 51×58 с 6 отверстиями

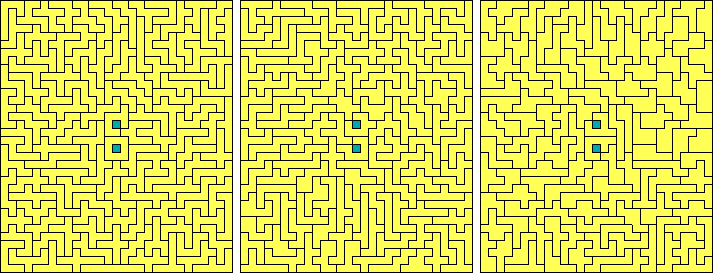
Укладка октамино в три прямоугольника 29×34, каждый с двумя отверстиями

Среди 369 свободных октамино есть 6 фигур с отверстиями («неодносвязные»). Из этого следует, что сплошное покрытие какого-либо прямоугольника площадью {\displaystyle 369\times 8=2952} квадратов полным набором октамино невозможно. Однако они могут быть уложены в некоторые прямоугольники площадью 2958 квадратов с шестью одноклеточными отверстиями. Поскольку число 2958 представляет собою произведение простых множителей 2×3×17×29, то можно поставить вопрос о составлении прямоугольников 6×493, 17×174, 29×102, 34×87 и 51×58.
Для прямоугольника 51×58 существует решение с симметричным расположением отверстий, представленное на рисунке.
Существует также укладка октамино в три прямоугольника 29×34, каждый с двумя отверстиями вблизи центра. Комбинируя их различными способами, можно получить прямоугольник 34×87 или 29×102 с симметричным расположением трёх пар отверстий. Решения для прямоугольников 6×493 и 17×174 пока не известны.

### Пространственные октамино
Из 369 пространственных октамино, имеющих форму обычных «плоских» октамино, можно собрать параллелепипед 8 × 9 × 41. Одно из решений использует все фигуры, кроме прямого октамино, для сборки восьми отдельных слоёв 1 × 9 × 41; прямое октамино проходит сквозь центры всех восьми слоёв.

## Псевдооктамино
Псевдополимино — обобщение полимино, набор полей бесконечной шахматной доски, которые может обойти король. Существует 18 770 свободных (двусторонних), 37 196 односторонних и 147 941 фиксированных псевдооктамино.